# Барбара Ліхтенштейнська
Барбара Ліхтенштейнська (нім. Barbara von und zu Liechtenstein), (нар. 9 липня 1942) — принцеса Ліхтенштейнська, донька принца Йоганна Ліхтенштейнського та графині Кароліни Ледебур-Віхельнської, удова принца Югославії Александра Карагеоргієвича.

## Біографія
Барбара народилась 9 липня 1942 року у Штернберку. Вона стала четвертою дитиною та другою донькою в родині принца Йоганна Ліхтенштейнського та його дружини Кароліни. Має старшу сестру Марію Елеонору та братів Ойгена й Альбрехта.
У віці 31 року пошлюбилась із принцом Югославії Александром Карагеоргієвичем, старшим сином принца Павла Карагеоргієвича — регента Югославії у 1934—1941 роках. Для 49-річного нареченого це був вже другий шлюб. Від першого, з Марією Пією Савойською, він вже мав чотирьох дітей. Весілля відбулося 2 листопада 1973 року в Парижі. У подружжя народився єдиний син Душан Павло (нар.1977) — одружений з Валерією Демузіо, дітей не має.
Невдовзі після його народження, родина переїхала до Парижу,де мешкає й досі.
У 2008 році її чоловік засудив проголошення незалежності Республіки Косово. У січні 2016 його не стало.